# Lineal (distribució comercial)

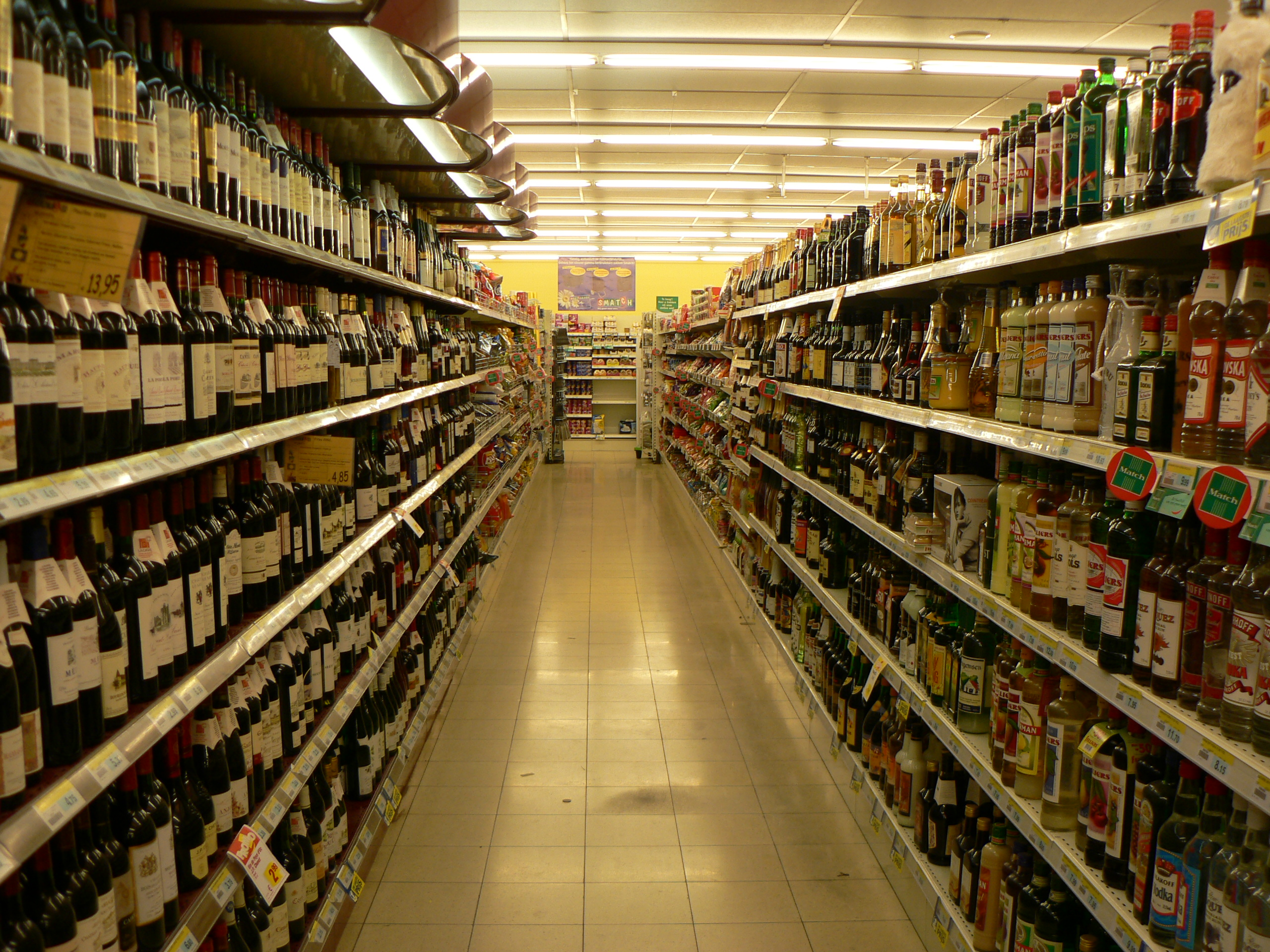
Lineals en un supermercat.

En l'àmbit de la distribució comercial, s'anomena lineal a la mida longitudinal de l'espai on es presenten o exposen els productes per a la venda en règim de autoservei .
Aquest espai està compost per tots els mobles en què s'exposa l'assortiment a la venda: góndoles, expositors, mostradors, vitrines i càmeres frigorífiques de productes refrigerats i congelats.
Es poden distingir dos conceptes de lineal:
- Lineal arran de terra: la longitud dels mobles expositors de què disposa l'establiment mesurada arran de terra.
- Lineal desenvolupat: la longitud total d'exposició dels articles dins de l'establiment, resultat de multiplicar el valor anterior pel nombre d'alçades d'exposició.

En tenir en compte només la longitud de l'exposició, el lineal no mesura la capacitat de la capacitat d'emmagatzematge al punt de venda. Per calcular-la, cal tenir en compte igualment la profunditat, que, en el cas d'una gòndola, sol ser de 45 cm[cm]. En el cas del lineal arran de terra, caldrà tenir també en compte el nombre d'alçades: en una góndola es col·loca un nombre diferent de prestatges en funció de l'alçada dels productes que es col·loquin en ells.
Les vendes d'un producte estan relacionades directament amb la superfície exposada sobre el lineal de la botiga. A més, hi ha longitudes mínimes per sota de les quals el client és incapaç de veure el producte (xifrades en 30 cm. per alguns estudis) i longituds màximes que poden venir fixades per la política de l'establiment.
Per tant, una assignació correcta d'espais constitueix una de les eines més importants de vendes de què disposa el responsable de l'establiment. L'assignació d'espais al lineal es pot fer atenent diferents criteris:
- Volum de vendes. El producte ocupa una superfície proporcional a la xifra de vendes a l'establiment.
- Benefici brut. El producte ocupa una superfície proporcional al benefici que proporciona a lestabliment.
- Quota de mercat. Quan un establiment comercial no ha venut amb anterioritat un article o un tipus de productes comença per assignar al producte una superfície equivalent a la seva quota de mercat segons estudis realitzats a la zona o en establiments de similars característiques.
- Benefici directe del producte. El repartiment és proporcional a aquest concepte, que considera els costos de magatzem, de transport, de la sala de vendes i dadministració per calcular el benefici (el criteri del benefici brut no considera aquests costos).
- Període de reaprovisionament. S'assigna la longitud necessària per emmagatzemar la quantitat venuda (demanda mitjana) durant el temps entre dues comandes.

La fórmula correcta d'assignació ha de tenir en compte, a més, un bon equilibri de productes dins d'una mateixa família, incloent-hi:
- Productes notoris. Productes amb bona imatge de marca que donen prestigi a l'establiment.
- Productes de compra freqüent. Articles imprescindibles que han de figurar, amb una extensió adequada, a tot establiment. Aquestes referències constitueixen un focus d'atracció necessari cap a la secció.

## Relació entre el lineal i les vendes
Alguns estudis revelen que l'increment de vendes en funció de l'increment de la superfície exposada descriu una corba en forma de S. És a dir, les vendes romanen estables fins a assolir una determinada superfície moment en què es produeix un increment notable de vendes. A partir de llavors, per a més extensions l'augment deixa de ser significatiu. Això no obstant, s'estima que el comportament difereix en funció del tipus de producte:
- Productes de compra habitual. En aquest cas, la línia descriu un alt creixement en un primer moment per mantenir-se estable a partir de llavors. És a dir, en el moment en què el producte es fa visible al lineal es produeix l'increment de vendes, però aquestes es mantenen estables.
- Productes en la venda dels quals no influeix el lineal. Es tracta dels productes de compra necessària (pa, oli, sal, etc.) i de compra esp ecífica (productes dietètics, farinetes infantils, etc.) on l'increment de vendes descriu una línia recta. Això es produeix perquè el comprador cerca el producte sense deixar-se influir per la superfície dexposició.
- Productes de compra espontània. Es tracta de productes de compra per impuls o no planificada en aquest cas la superfície exposada influeix decisivament en la decisió de compra.